# 有效射程
有效射程（effective range）指的是远射武器对预定目标进行射击时，能维持令人满意的精度并达到预期杀伤效果的最大距离。各种武器的有效射程依其弹道性能和目标种类而定。